# Samuel Légitimus
 (avril 2020).
Si vous disposez d'ouvrages ou d'articles de référence ou si vous connaissez des sites web de qualité traitant du thème abordé ici, merci de compléter l'article en donnant les références utiles à sa vérifiabilité et en les liant à la section « Notes et références ».
Pour les articles homonymes, voir Légitimus.
Samuel Légitimus (né à Paris le 28 mars 1965) est un metteur en scène, acteur, journaliste, traducteur et conférencier français d'origine guadeloupéenne et martiniquaise. Il est le fondateur en 1993 du Collectif James Baldwin de Paris. Il est le fils du producteur de télévision Hégésippe Légitimus dit « Gésip » et de la journaliste Noéma Thomassine (mieux connue du monde antillais sous la signature de « Noéma »). Il est l'arrière petit-fils du député Hégésippe Jean Légitimus et le petit-fils de l'artiste Darling Légitimus. Il est le cousin de Pascal Légitimus, qui l'initie dès son adolescence à l'art de l'improvisation théâtrale.

## Biographie
Attiré très jeune par le monde du spectacle, il répond à des annonces, participe à des castings et décroche petits rôles et figurations dans plusieurs longs métrages.
Il fait du doublage et enregistre les voix de plusieurs spots publicitaires pour la radio et la télévision (dont le fameux: « Des pâtes, des pâtes, oui mais… » avec Michel Colombier), participe aux films Les Uns et les Autres de Claude Lelouch, Le Pion de Christian Gion (au côté de Claude Piéplu et Henri Guybet) et Clara et les Chics Types de Jacques Monnet avec Isabelle Adjani...
Majeur, il étudie quelques années le droit, puis la théorie théâtrale à la Sorbonne nouvelle. Parallèlement, il coanime pendant deux ans l’émission de radio Délires sur Radio D’OM.
Il rencontre bientôt un groupe d'artistes étonnants, les Macmadedown, avec lesquels il écrit et met en scène une pièce, Jackpot, qui parodie les comédies britanniques. La pièce sera créée au théâtre Berry-Zèbre à Paris.
En 1989, il est reçu au concours d'entrée de la première promotion de l'École du théâtre national de Chaillot sous le « règne » de Jérôme Savary. Il y aborde le théâtre classique et y approfondit son jeu d’acteur auprès d’Andrzej Seweryn, de Nita Klein et de Michel Lopez. Il sera l'assistant d'Andrzej Seweryn dans la mise en scène de la pièce de fin d'études Peines d’amour perdues de William Shakespeare. Il a pour marraine de théâtre Annie Girardot.
Après 2 ans passés à Chaillot, il met en scène et interprète en 1991 Le Monte-plats de Harold Pinter, avec Dan Thorens, à la Cité internationale de Paris. Il tiendra ensuite le rôle d’un Épikodov de couleur dans Le Jardin des cerises pièce adaptée de La Cerisaie d’Anton Tchekhov, mise en scène par Romuald Sciora au théâtre du Lucernaire.
En 1992, il commence un travail sur ses racines et (en digne arrière-petit-fils d'Hégésippe Jean Légitimus) il se passionne pour les droits de l'homme et des minorités.
Il trouve dans la culture afro-américaine, et notamment dans les écrits de l'écrivain James Baldwin (1924-1987), un écho à ses propres idées et à ses préoccupations. Il en naîtra un spectacle musical intitulé Tiens bon - Never Despair inspiré de blues et de gospels adaptés par Marguerite Yourcenar. Le spectacle sera notamment joué au théâtre Berry-Zèbre de Paris et à Amiens lors d'un hommage du Festival du film d’Amiens à sa grand-mère Darling Legitimus. La troupe compte notamment sa sœur Diana Belkreir-Légitimus, chanteuse, choriste et graphiste, son frère et chanteur David Légitimus et la comédienne chanteuse Sylvie Laporte.
En 1995, il coécrit, met en scène et interprète La Fabuleuse Vie de Harry Bottleneck, un spectacle musical pour enfants présentant l’histoire du jazz, une commande du théâtre du Vésinet.
En 1996, il séjourne à Bastia et joue dans Femmes, Guerre et Comédie, de Thomas Brasch dans une mise en scène de François Bergoin. Il monte ensuite - et interprète - pour le festival « Premier Geste » à l’Espace Kiron, après l’avoir traduite de l’anglais, The Midnight Hour ou Une nuit dans la vie de James Baldwin, pièce à un personnage de l'auteur écossais James Campbell.
En janvier 1997, invité par la communauté afro-américaine de Paris, il participe en tant que récitant à l’hommage à Martin Luther King dans le cadre du 4e Festival international de Gospel de Paris, à l’Auditorium des Halles.
Le metteur en scène Gabriel Garran monte au TILF (Théâtre international de langue française) la pièce Bintou de Koffi Kwahulé en collaboration avec Pascal N’Zonzi et choisit Samuel pour interpréter le rôle de Drissa, l’oncle incestueux de l'héroïne (premier rôle au théâtre de la comédienne Aïssa Maïga).
En 1998, il présente dans le cadre du Festival de Jazz à La Villette Blues for Mister Baldwin une manifestation/hommage à James Baldwin pour fêter la dixième année de sa disparition en France. Sa sœur Diana Légitimus le seconde, étant son unique collaboratrice, quotidiennement active à la préparation et la réalisation de l'événement. Elle est chargée de l'ensemble des créations publicitaires, promotionnelles et journalistiques ainsi que de la recherche, de l'embauche et de la programmation des artistes musiciens et exposants durant la totalité de la période de cette manifestation. Ils sont soutenus puis félicités par le directeur du festival de l'époque, Bertrand Colette, pour leur endurance et leur acharnement à conduire à bien l'événement.
Il crée et met en scène Le Coin des Amen, la première pièce de James Baldwin, qu’il présente au TILF et au Centre culturel suisse de Paris.
Il prête sa voix à diverses pièces radiophoniques sur France Culture, participe à de nombreuses réunions et manifestations de défense des droits humains et monte notamment Sonny's Blues de James Baldwin à Montréal.
Il rencontre et entre en collaboration avec l’auteur et cinéaste afro-américain Melvin Van Peebles sur l’adaptation française de sa comédie musicale Don't Play Us Cheap qui devient Une fête à Harlem.
En 2007, à l'occasion du 20e anniversaire de la disparition de l'auteur, il met en scène la création française du Coin des Amen de James Baldwin adapté par Marguerite Yourcenar au théâtre de l'Épée de Bois de Vincennes et lors du 37e Festival culturel de la ville de Fort-de-France à la Martinique.
En 2010, il co-écrit et signe la mise en scène de Attila, reine des Belges, un seul-en-scène de Marie-Élisabeth Cornet présenté au Feux de la rampe, au Lucernaire et à l'Européen.
En 2011, il met en scène Celle des îles de l'auteur tchadien Koulsy Lamko au Lavoir moderne parisien.
Samuel Légitimus tenu de 2012 à 2013 une rubrique Temple de la renommée d'artistes et d'humanistes noirs dans le magazine trimestriel Respect Magazine.
Depuis 2017, il est animateur régulier de l'émission Dooboot', émission d'informations socio-culturelles, de promotion artistique et de Conscience Noire, sur Fréquence Paris Plurielle, radio libre diffusée à Paris sur 106.3 FM.
Il travaille également depuis de nombreuses années sur la traduction et la promotion en France de classiques du théâtre afro-américain, notamment la pièce A Raisin in the Sun de Lorraine Hansberry sortie en février 2022 aux éditions de l'Arche.
En 2023, il est consultant du documentaire, Les Légitimus, une famille française de Fabrice Gardel et Inès de Blasco évoquant l'histoire de cette famille aux trajectoires exceptionnelles, dans lequel nombreux membres de la famille sont interviewés.
En septembre 2024,  Samuel Légitimus est le premier récipiendaire du « JAMES BALDWIN CENTENNIAL PURVEYOR AWARD » un prix international spécialement créé en cette année de centenaire de l’écrivain par la famille Baldwin pour « « L’engagement d’un individu et ses efforts considérables pour maintenir vibrants la vie, le message et la vision de James Baldwin. »

## Œuvre

### Théâtre
- Marie-Elisabeth Cornet et Laurent Dubost, Attila, reine des belges (ou l'Odyssée d'une mère), Harmattan, 2010 (ISBN 978-2-296-12460-8, OCLC 711789747)
- Lorraine Hansberry (trad. Sarah Vermande), Un raisin au Soleil [« A Raisin In The Sun »] [« Un raisin au Soleil »], L'Arche (ISBN 9782381980287, OCLC 1302585328)